# Ioana Aluașová
Ioana Maria Aluașová, roz. Dineaová (* 18. června 1975 Kluž, Rumunsko) je bývalá reprezentantka Rumunska v judu.

## Sportovní kariéra
Společně s Laurou Moiseovou patří k průkopnicím ženského sportovního juda v Rumunsku. Celou svojí kariéru trénovala pod vedením Floriana Berceana v Kluži.
Účastnila se dvou olympijských her. Na olympijských hrách v Sydney měla přívětivý los a dostala se do bojů o medaile. V souboji o třetí místo však nestačila na Severokorejku Kje Sun-hui a obsadila 5. místo. V roce 2004 na olympijských hrách v Athénách patřila k favoritkám na jednu z medailí, ale nezvládla vyrovnaný zápas s mladou Francouzkou Euranie ve druhém kole. Obsadila 7. místo. Vrcholovou kariéru ukončila v roce 2008 potom co jí o několik bodů utekla kvalifikace na olympijské hry v Pekingu.

## Výsledky
| Turnaj             | 1996           | 1997           | 1998           | 1999           | 2000           | 2001           | 2002           | 2003           | 2004           | 2005           | 2006           | 2007           | 2008           |
| Turnaj             | 21             | 22             | 23             | 24             | 25             | 26             | 27             | 28             | 29             | 30             | 31             | 32             | 33             |
| Turnaj             | Dineaová       | Dineaová       | Dineaová       | Dineaová       | Dineaová       | Dineaová       | Aluașová       | Aluașová       | Aluașová       | Aluașová       | Aluașová       | Aluașová       | Aluașová       |
| Turnaj             | pololehká váha | pololehká váha | pololehká váha | pololehká váha | pololehká váha | pololehká váha | pololehká váha | pololehká váha | pololehká váha | pololehká váha | pololehká váha | pololehká váha | pololehká váha |
| ------------------ | -------------- | -------------- | -------------- | -------------- | -------------- | -------------- | -------------- | -------------- | -------------- | -------------- | -------------- | -------------- | -------------- |
| Olympijské hry     | —              |                |                |                | 5.             |                |                |                | 7.             |                |                |                | —              |
| Mistrovství světa  |                | úč.            |                | úč.            |                | 7.             |                | úč.            |                | 5.             |                | úč.            |                |
| Mistrovství Evropy | úč.            | úč.            | 5.             | úč.            | 3.             | 3.             | —              | 5.             | 1.             | 2.             | 2.             | 5.             | 3.             |